# Wilhelm Ludwig Geiger
Wilhelm Ludwig Geiger (Nuremberga, 21 de Julho de 1856 — Neubiberg, Munique, 2 de Setembro de 1943) foi um orientalista alemão que desenvolveu um trabalho pioneiro no estudo das línguas do Irão e do subcontinente indiano. Ficou conhecido como um especialista na língua pali e nas línguas das ilhas Maldivas e como um dos maiores estudiosos europeus do budismo.

## Biografia
Ao terminar os seus estudos preparatórios em Nuremberga, Wilhelm Geiger estudou filologia clássica e das línguas orientais nas Universidades de Erlangen, Bonn e Berlin, onde se licenciou em 1876. No ano de 1878 habilitou-se para a docência em Erlangen, aí trabalhando como professor liceal entre 1880 e 1884.
Em 1885 viajou pelo Ceilão, o moderno Sri Lanka, para estudar as línguas daquela ilha. Em consequência do seu trabalho o Sri Lanka, emitiu, em 1989, um selo postal com a sua efígie.
Entre 1891 e 1920 foi professor na Universidade de Erlangen, transferindo-se depois para uma cátedra na Universidade de Munique, na qual sucedeu a Ernst Kuhn.
Em 1921 assumiu a direcção editorial do periódico científico Zeitschrift für Buddhismus, no qual introduziu profundas alterações, transformando-o numa das mais reputadas publicações sobre o estudo do budismo e das línguas e culturas que lhe estão associadas.
Em 1924 passou a professor emérito da Universidade de Munique, mantendo-se como um intelectual activo e de referência no estudo do budismo.
Wilhelm Geiger desenvolveu trabalho pioneiro no estudo as línguas, literaturas e religiões do Irão e do subcontinente indiano. A investigação que desenvolveu sobre a gramática das línguas iranianas conduziu à publicação, em 1879, de um manual sobre a língua usada no Avestá (Handbuch der Avestasprache) e depois, à publicação entre 1895 e 1904, em colaboração com Ernst Kuhn, de um conjunto de artigos seminais sobre a filologia e história das línguas iranianas. Em 1916 publicou outro clássico, um tratado sobre a língua pali (Pali. Literatur und Sprache).
O físico Hans Geiger, inventor do contador Geiger, e o meteorologista e climatologista Rudolf Geiger foram seus filhos.

## Obras publicadas
- Nyanaponika Mahathera, Hellmuth Hecker (tradutor): Die Reden des Buddha. Gruppierte Sammlung. Beyerlein-Steinschulte, Stammbach 1997, ISBN 3-931095-16-9.
- A Grammar of the Sinhalese Language
- Mahavamsa : the great chronicle of Ceylon, tradução (scan)
- Pali Literature and Language; revista por K. R. Norman e republicada com o título de A Pali Grammar
- Ceylon. Tagebuchblätter und Reiseerinnerungen.
- Grundriss der iranischen Philologie, em colaboração com Ernst Kuhn